# Joeropsis bifasciatus
Joeropsis bifasciatus là một loài chân đều trong họ Joeropsididae. Loài này được Kensley miêu tả khoa học năm 1984.